# Силва, Бруну
Бруну Мигел Перештрелу Алвиш де Силва (порт. Bruno Miguel Perestrelo Alves de Silva; род. 5 февраля 1998, Брага) — португальский футболист, полузащитник клуба «Оливейренсе».

## Карьера
1 июля 2020 года стал игроком португальского клуба «Лулетану».
1 июля 2021 года перешёл в португальский клуб «Вильяверденсе». 16 октября 2021 года в матче против клуба «Лейшойнш» дебютировал в кубке Португалии. 13 августа 2023 года в матче против клуба «Академику де Визеу» дебютировал в португальской Сегунде.
5 июля 2024 года подписал контракт с клубом «Женис». 27 июля 2024 года в матче против клуба «Елимай» дебютировал в чемпионате Казахстана.

## Достижения
«Женис»
- Финалист Кубка лиги Казахстана: 2024

## Клубная статистика
| Игровая карьера | Игровая карьера | Игровая карьера | Лига | Лига | Кубки | Кубки | Межд. | Межд. | Др. | Др. |
| --------------- | --------------- | --------------- | ---- | ---- | ----- | ----- | ----- | ----- | --- | --- |
| 2022/23         | Вильяверденсе   | В               | 27   | 7    | 3     | 1     | —     | —     | —   | —   |
| 2023/24         | Вильяверденсе   | Б               | 33   | 4    | 3     | 1     | —     | —     | —   | —   |
| 2024            | Женис           | А               | 11   | 2    | 5     | 0     | —     | —     | —   | —   |